# سیریل مونره
سیریل مونره (فرانسوی: Cyrille Monnerais‎؛ زادهٔ ۲۴ اوت ۱۹۸۳) دوچرخه‌سوار اهل فرانسه است.